# (20346) 1998 HZ114
A (20346) 1998 HZ114 a Naprendszer kisbolygóövében található aszteroida. A LINEAR projekt keretében fedezték fel 1998. április 23-án.